# Boderonne
Die Boderonne ist ein Fluss in Frankreich, der im Département Aube in der Region Grand Est verläuft. Sie entspringt im Gemeindegebiet von Beurey unter dem Namen Val Binet, entwässert im Oberlauf in einem Bogen von Nord nach Südwest, schwenkt dann abrupt nach Nord bis Nordwest und mündet nach rund 20 Kilometern im Gemeindegebiet von Montreuil-sur-Barse als linker Nebenfluss in die Barse. In ihrem Mündungsabschnitt fließt sie durch den Regionalen Naturpark Forêt d’Orient.
Alternativ wird die Quelle auch bei Villers, im Gemeindegebiet von Magnant beschrieben (48° 10′ 41″ N, 4° 24′ 18″ O).

## Orte am Fluss
(Reihenfolge in Fließrichtung)
- Villy-en-Trodes
- Poligny
- Chauffour-lès-Bailly
- Montreuil-sur-Barse